# Games Slayter
Russell Games Slayter (* 9. De desembre de 1896 a Argos (Indiana); † 15. D'octubre de 1964) va ser un inventor nord-Americà, conegut per la introducció de la llana de vidre i la fibra de vidre.

## Biografia
Slayter es va graduar el 1921 amb una llicenciatura en enginyeria química de la Universitat de Purdue. El 1931 va entrar a la fàbrica de vidre Owens-Illinois de Toledo (Ohio), on va desenvolupar el seu mètode de producció massiva de fibra de vidre (Stream Blowing) amb Dale Kleist i Jack Thomas. En aquella època, el producte es va usar principalment per aïllar cases, després també per fer laminats. El 1938 es va convertir en vicepresident de Recerca de la recentment formada Owen-Corning Fiberglass Corporation, on va romandre fins a la seva jubilació el 1963.

## Premis
Va rebre diversos premis, entre ells, la Medalla IRI de 1948. Va ser investit doctor honoris causa de la Universitat de Purdue i de la Ohio State University i membre de l'Associació Americana per a l'Avanç de la Ciència.

## Invencions & Patents

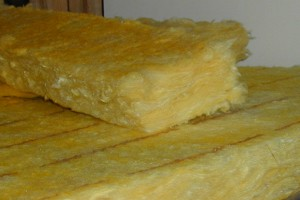
Llana de vidre per aïllaments

Va obtenir més de 90 patents en tecnologia de fibra de vidre, al llarg de la seva vida, entre elles:
- Número de patent 2133235: Mètode & Apparatus per Fer Llana de Vidre[1]
- Número de patent 2230272: Mètode per Fer Fibra de Vidre[2]
- Número de patent 2175225: Mètode per Fer Llana de Vidre[5]
- Número de patent RE21863 Mètode & Apparatus de Fondre & Refinar Vidre[6]
- Número de patent 2305500: Apparatus per a Generar Pressions Elèctricament[7]
- Número de patent 2109258: Apparatus de Segellament[8]
- Número de patent 2311613: Materials Composite Transparents[9]
- Número de patent 2333213: Eliminador Estàtic[10]